# Sergio Trueba
Pour les articles homonymes, voir Trueba.
Truega  Cagigas est un nom espagnol. Le premier nom de famille, en général paternel, est Truega ; le second, en général maternel, souvent omis, est Cagigas.
Sergio Trueba Cagigas, né le 13 juin 2000, est un coureur cycliste espagnol.

## Biographie
Sergio Trueba est originaire de Cantabrie. Il est formé dans un club d'Entrambasaguas. Chez les cadets, il devient notamment champion régional en 2015, puis champion d'Espagne en 2016. Il remporte également une manche de la Coupe d'Espagne juniors en 2018. La même année, il connait sa première sélection en équipe nationale pour participer à Gand-Wevelgem juniors. 
En 2019, il intègre le club cantabre Gomur pour ses débuts espoirs. Bon puncheur, il décroche quelques places d'honneur au plus haut niveau amateur entre 2019 et 2023. Il se fait tout particulièrement remarquer dans des épreuves de la Coupe d'Espagne. Trueba ne délaisse pas pour autant ses études en suivant des cours d'ingénierie mécanique, lorsqu'il ne participe à des compétitions. 
Lors de la saison 2024, il se distingue en obtenant cinq victoires et de nombreux accessits, principalement au Pays basque. Sa régularité lui permet de s'adjuger le classement final du Torneo Lehendakari, un challenge régional. Grâce à ses performances, il parvient à signer un premier contrat professionnel avec l'équipe continentale Illes Balears-Arabay, qu'il doit rejoindre en 2025.

## Palmarès
- 2015
  - Champion de Cantabrie sur route cadets
- 2016
  -  Champion d'Espagne sur route cadets
- 2018
  - Trofeu 15 d'Abril
  - 2e étape de la Vuelta a la Montaña Central de Asturias
- 2021
  - 2e du Trophée Guerrita
  - 2e de la Coupe d'Espagne amateurs
  - 2e de la Clásica de Pascua
  - 3e de la Clásica Ciudad de Torredonjimeno
- 2023
  - 2e du championnat de Cantabrie du contre-la-montre
  - 3e du Mémorial Jesús Pereda
  - 3e de la Leintz Bailarari Itzulia
- 2024
  - Torneo Lehendakari
  - Premio Primavera
  - Dorletako Ama Saria
  - Premio Ayuntamiento de Sopela
  - Xanisteban Saria
  - San Bartolomé Sari Nagusia
  - 2e du championnat de Cantabrie du contre-la-montre
  - 2e du Circuito Aiala
  - 2e du Mémorial Etxaniz
  - 2e du San Bartolomé Saria
  - 3e de l'Arratera Igoera
  - 3e de la Leintz Bailarari Itzulia
  - 3e du Laudio Saria